# Jurij Borisow (aktor)
Jurij Aleksandrowicz Borisow, ros. Юрий Александрович Борисов (ur. 8 grudnia 1992 w Rieutowie) – rosyjski aktor filmowy, teatralny i telewizyjny.

## Życiorys
Zaczął pracę w zawodzie już jako student pierwszego roku szkoły aktorskiej – początkowo na deskach teatralnych, a już od 2010 w filmach i serialach telewizyjnych. Pierwszym filmem kinowym z Borisowem w roli drugoplanowej była Elena (2011) Andrieja Zwiagincewa. Później kilka lat spędził pracując głównie dla telewizji. Przełomem w jego karierze ekranowej okazała się tytułowa rola przywódcy gangu w dramacie kryminalnym Byk (2019) Borisa Akopowa.
Jego kariera znacznie przyspieszyła w roku 2021, kiedy ukazało się wiele filmów z jego udziałem, a role Borisowa spotkały się z dużym uznaniem. Do tytułów tych należały: Kałasznikow Konstantina Busłowa (Złoty Orzeł za najlepszą rolę męską), Gorączka Kiriłła Sieriebriennikowa, Kapitan Wołkonogow uciekł Aleksieja Czupowa i Nataszy Mierkułowej (nominacja do Nagrody Nika) oraz Przedział nr 6 Juho Kuosmanena (nominacja do Europejskiej Nagrody Filmowej dla najlepszego aktora oraz nagroda za najlepszą rolę męską na MFF w Valladolid).
Rola rosyjskiego opryszka w amerykańskim niezależnym komediodramacie Anora (2024) Seana Bakera przyniosła mu nominację do Oscara dla najlepszego aktora drugoplanowego.

## Życie prywatne
Prywatnie żoną Borisowa jest aktorka Anna Szewczuk, którą poznał jeszcze na studiach w szkole aktorskiej. Para wychowuje dwie córki: Marfę i Akulinę.